# Gefängnisse von La Roquette

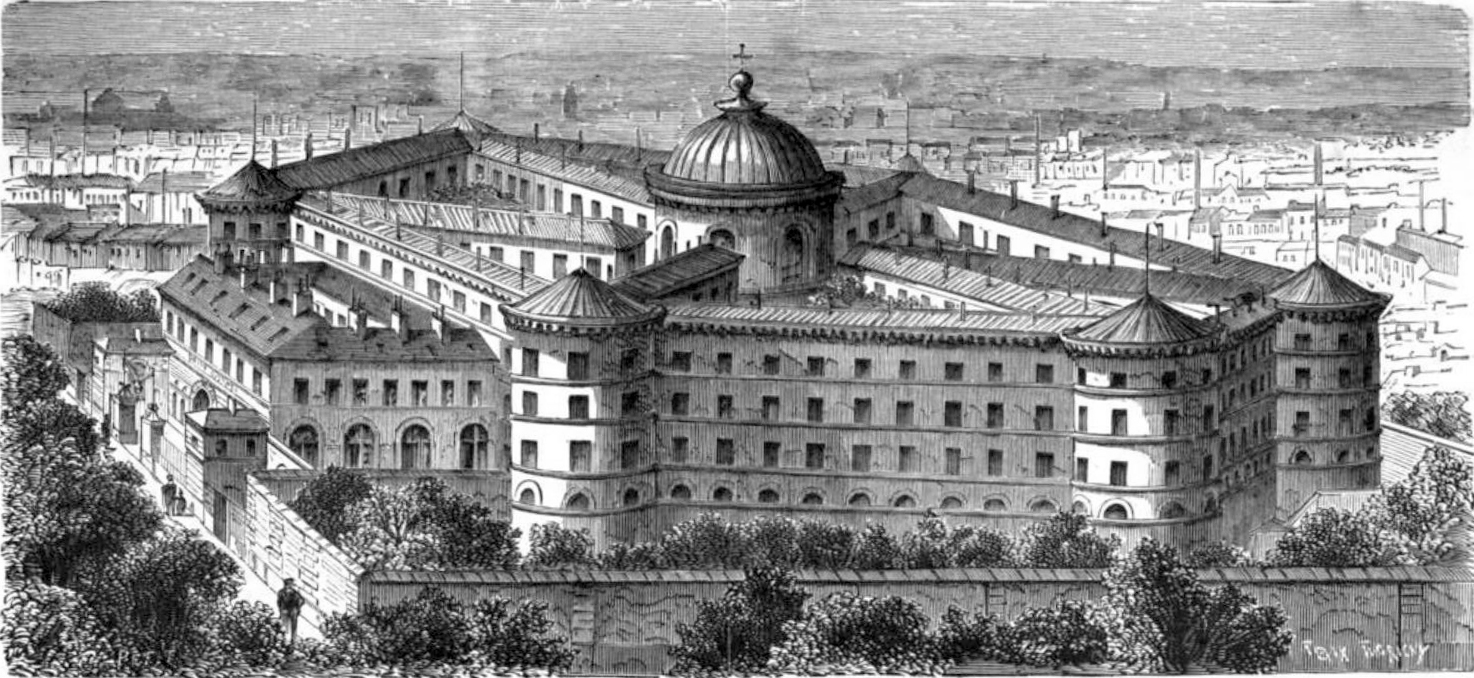
Ansicht des sechseckigen Gefängnisgebäudes (1882)

Die Gefängnisse von La Roquette waren zwei Strafvollzugseinrichtungen im Pariser Quartier de La Roquette im 11. Arrondissement, auf beiden Seiten der Rue de la Roquette. Das ältere bestand von 1830 bis 1974, das jüngere von 1836 bis 1900. Heute befindet sich an der Stelle des ersten Gefängnisses der Park Square de la Roquette.

## Geschichte

### Die Entstehung der Gefängnisse

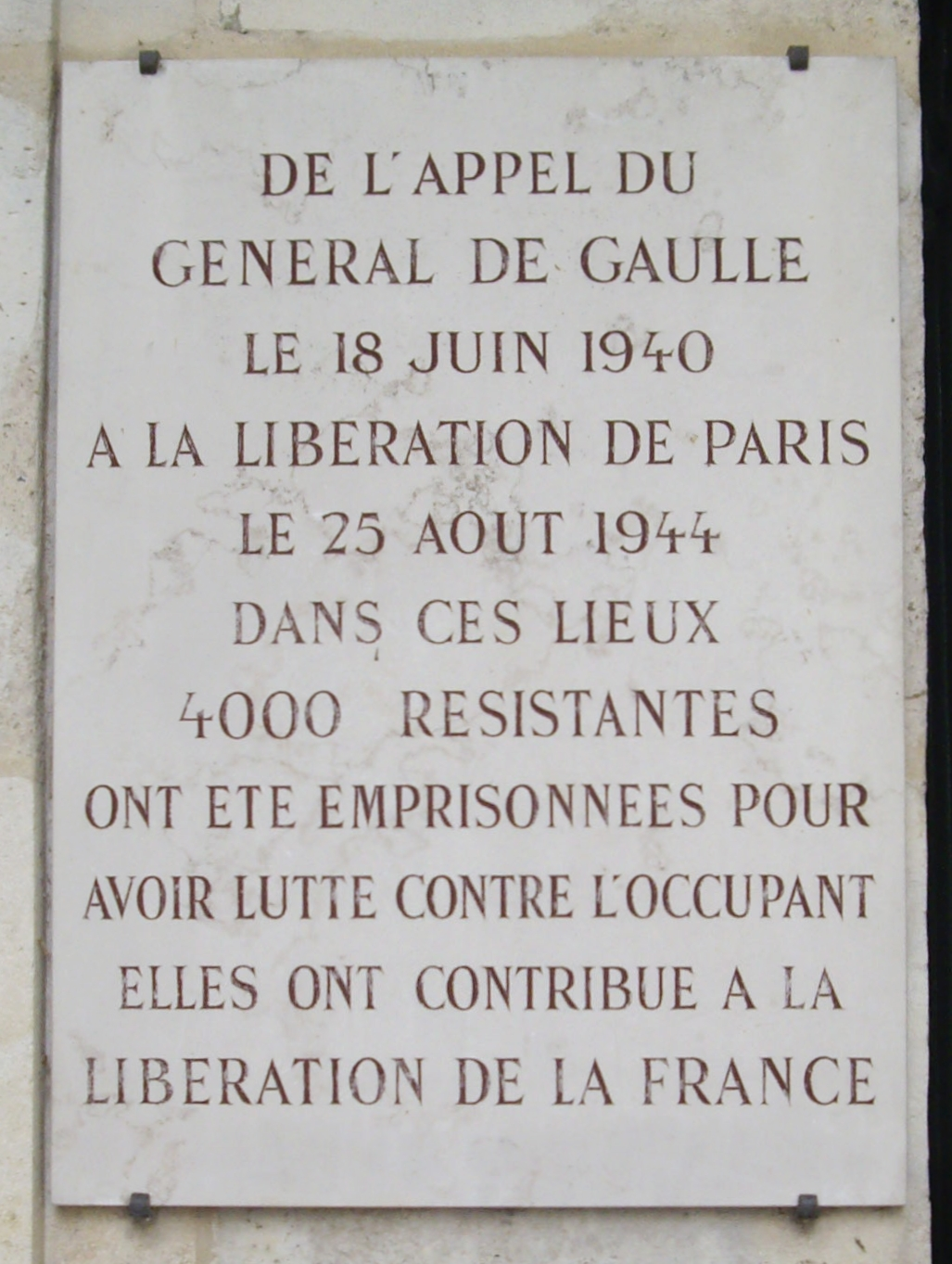
Gedenktafel am Eingang zum Square de la Roquette, an einem der Zugangstore zum ehemaligen Gefängnis La Roquette, 168 rue de la Roquette, Paris 11.

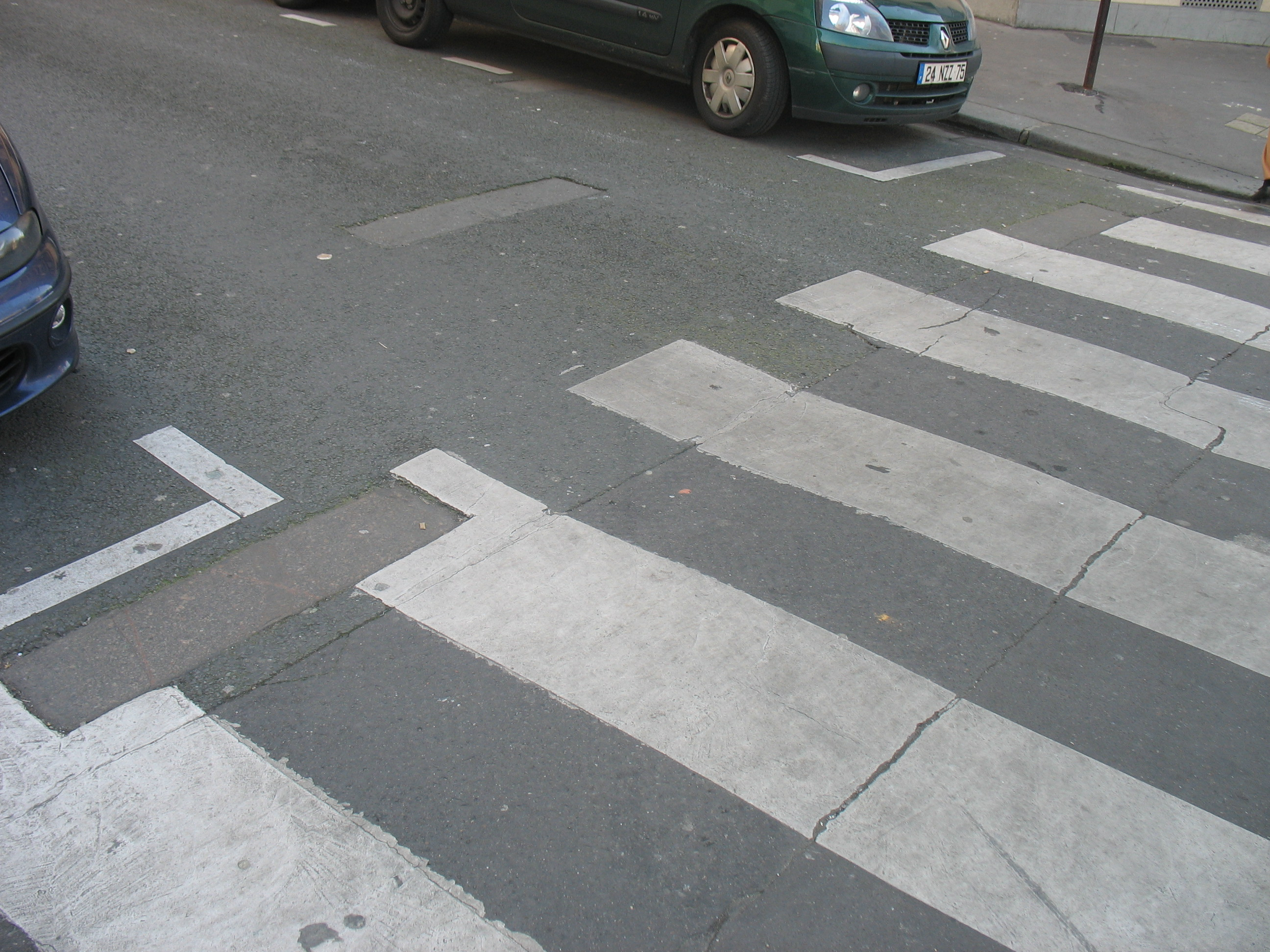
Einer der heute noch sichtbaren Eckpunkte der Guillotine

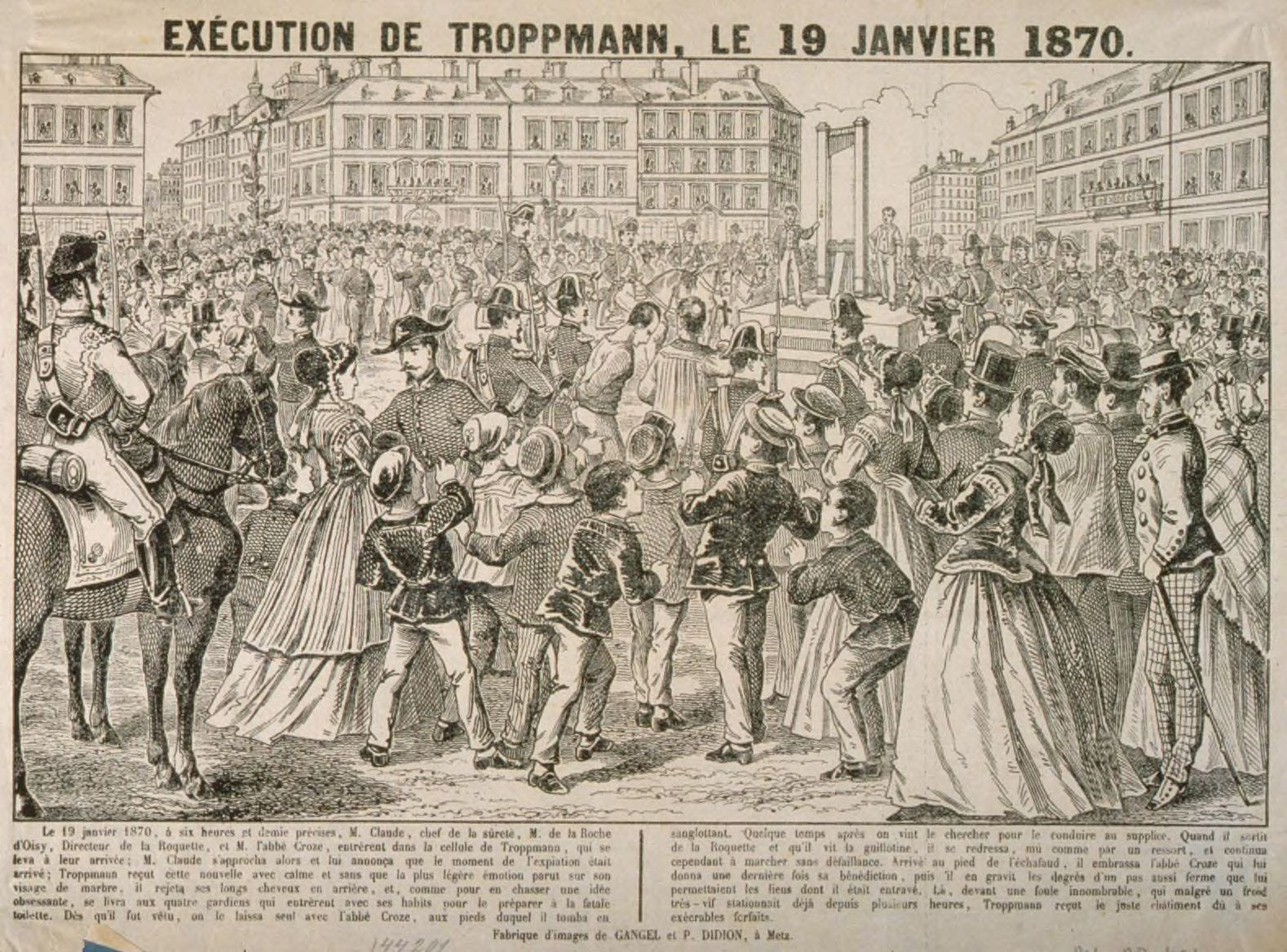
Zeitgenössische Darstellung der Exekution von Jean-Baptiste Troppmann 1870

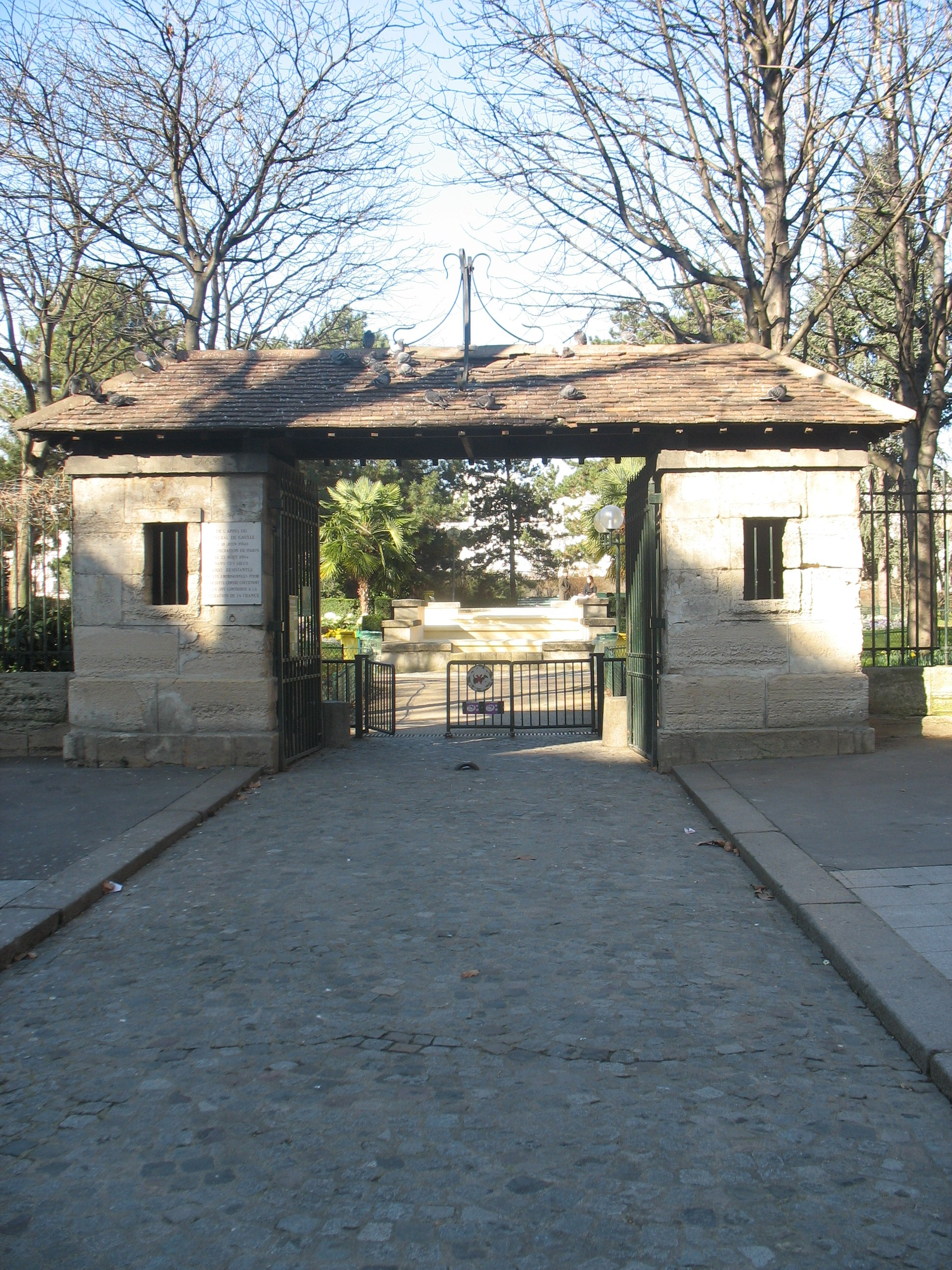
Ehemaliges Pförtnerhaus, heute Eingang zum Park Square de la Roquette

1826, unter der Herrschaft von Karl X., wurde der Bau eines Jugendgefängnisses in Paris beschlossen. Als Bauplatz wurde eine Stelle in der Nähe des Friedhofs Père Lachaise gewählt, in Höhe der Rue de la Roquette Nr. 143. Dort hatte sich zuvor ein Konvent befunden, der während der Französischen Revolution geschlossen worden war. Architekt war Louis-Hippolyte Lebas, der auch die Kirche Notre-Dame-de-Lorette gebaut hatte. Für den Entwurf orientierte er sich am Modell des Panopticons des britischen Philosophen Jeremy Bentham. Das sechseckige Gebäude wurde am 11. September 1830 eröffnet und von den Parisern La Roquette genannt. (Lage)
Im selben Jahr beschloss König Louis-Philippe I. seinerseits, beunruhigt durch einen Anstieg der Zahl von Häftlingen in Paris, den Bau eines weiteren Gefängnisses, obwohl es schon rund zwölf gab. Der aus Köln stammende Architekt François-Chrétien Gau legte den Plan für ein viereckiges Gebäude mit Innenhof vor, das von einer ringförmigen Mauer umgeben war. Dieses neue Gebäude wurde gegenüber dem schon bestehenden angelegt (Lage). Während des Baus dieses zweiten Gefängnisses gab es Proteste gegen Hinrichtungen an dieser Stelle. Als Folge wurde 1832 die Guillotine zum fünf Kilometer entfernten Place de Gréve verlegt, südlich der heutigen Metro-Station Saint Jacques.
Das zweite Gefängnis wurde am 24. Dezember 1836 in Betrieb genommen und zunächst 187 Häftlinge aus dem Gefängnis Bicêtre dorthin verlegt. Die offizielle Bezeichnung dieses neuen Gefängnisses lautete Dépôt de condamnés, weil hier Gefangene vor ihrer Deportation in die Strafkolonien von Île de Ré, Cayenne und Neu-Kaledonien untergebracht wurden. Auch befanden sich hier zum Tode Verurteilte. Die Pariser unterschieden schon bald die beiden Gefängnisse in Petite Roquette (das erste Gefängnis) und Grande Roquette.

### Die Guillotine in derGrande Roquette

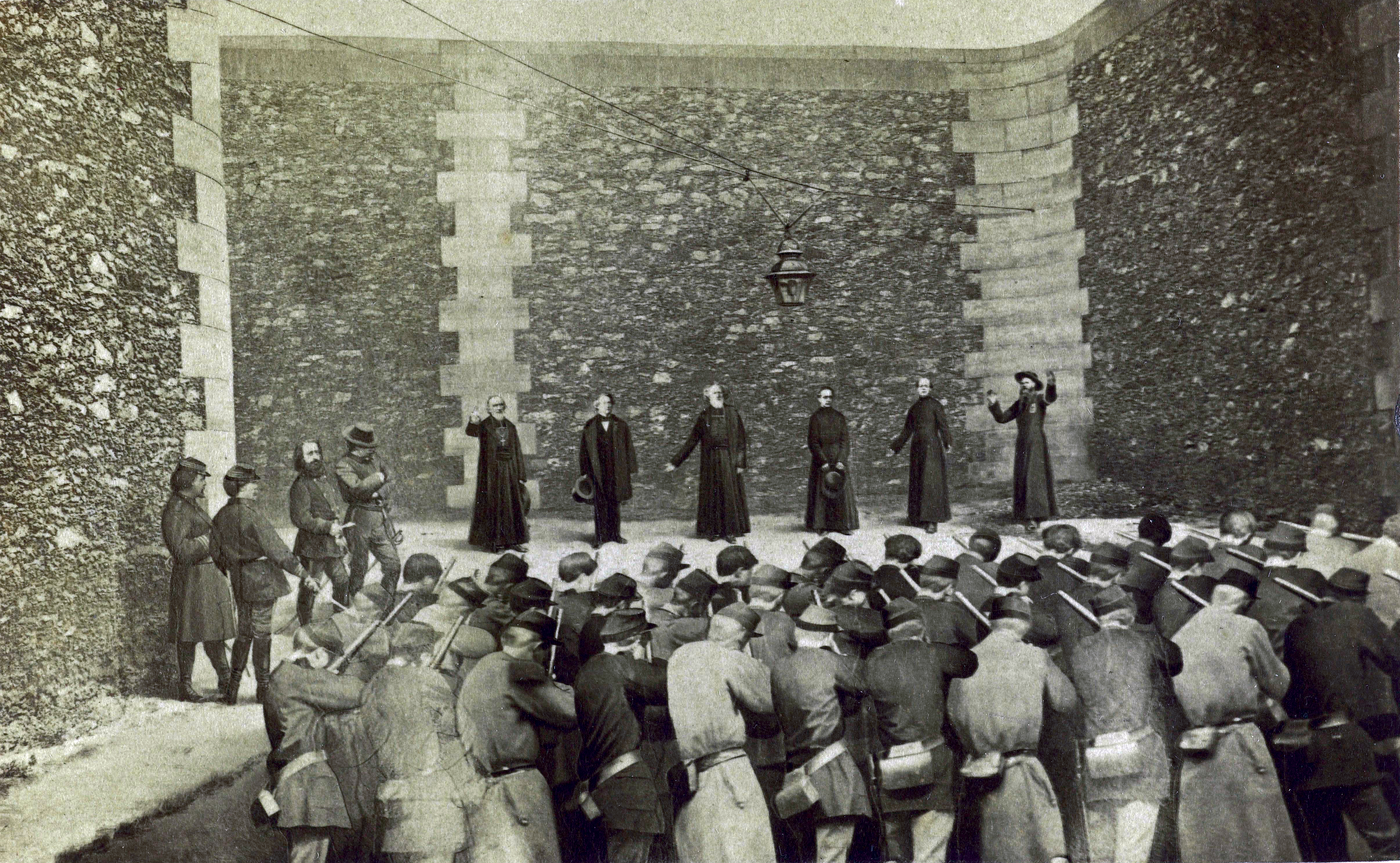
Zeitgenössische Fotomontage, die die Erschießung von Geiseln durch die Kommune 1871 zeigt

Am 29. November 1851 wurde per Dekret ein neuer Ort für Hinrichtungen in Paris festgelegt. Die Guillotine wurde am Eingang der Grande Roquette errichtet: Zu diesem Zwecke wurden an fünf Punkten zum Aufbau der Apparatur spezielle Platten auf dem Straßenpflaster angebracht; diese Stellen sind noch heute zu sehen. Schon drei Wochen später fand die erste Hinrichtung statt. Insgesamt wurden bis 1899 mit dieser Guillotine 69 Gefangene hingerichtet. Einer von ihnen war 1870 der achtfache Mörder Jean-Baptiste Troppmann. 1871 wurden in der Grande Roquette während der Pariser Kommune sechs Geiseln für die Freilassung von Kommunarden von den Aufständischen standrechtlich erschossen, darunter der Erzbischof von Paris, Georges Darboy, weitere Geistliche und ein Richter.
Im Laufe der 1890er Jahre mehrten sich die öffentlichen Stimmen, die die Zustände in dem Gefängnis kritisierten. Der französische Präsident Félix Faure ließ daraufhin die Grande Roquette schließen und die Häftlinge nach La Santé verlegen. Im Jahre 1900 wurde das Gefängnis abgerissen, und an seiner Stelle wurden Wohnhäuser errichtet.

### DiePetite Roquette
Das Gefängnis Petite Roquette hingegen blieb in Betrieb, wenn auch ab den 1920er Jahren unter anderen Bedingungen. Die jugendlichen Straftäter wurden verlegt; die Petite Roquette wurde zum Frauengefängnis umgewandelt und blieb dies bis zu ihrer Schließung im Jahre 1974.
Nach einem Gesetz von 1939, das die Hinrichtung von Frauen in der Öffentlichkeit untersagte, wurden diese – es waren letztlich zwei – fortan in diesem Gefängnis durchgeführt. Eine der beiden hingerichteten Frauen war 1943 Marie-Louise Giraud, die wegen der Durchführung von Schwangerschaftsabbrüchen zum Tode verurteilt worden war. 
Rund um den Ausbruch des Zweiten Weltkriegs setzte in Frankreich eine Welle von Internierungen ein, die sich vorwiegend gegen männliche unerwünschte Ausländer richtete.
Es gerieten aber auch Frauen ins Visier der Behörden, und zwar Frauen, „deren Lebensweise die Behörden aus unterschiedlichen Gründen als zweifelhaft ansahen, […] die bei einer Vorladung selbstbewusst aufgetreten waren oder von denen man nicht wusste, wie sie ihr Geld verdienten“. Das betraf zunächst Ausländerinnen, doch nach einem Gesetz vom 18. November 1939 richteten sich die Maßnahmen auch gegen Französinnen die aus nationaler Sicht politisch verdächtig waren. Der Internierungsort für diese Frauen war in Paris die Petite Roquette, bevor sie ab Oktober 1939 in das zum reinen Fraueninternierungslager umfunktionierte Camp de Rieucros verlegt wurden.
Zu den Frauen, die ab Oktober 1939 von der Petite Roquette ins Camp de Rieucros verlegt wurden, gehörten unter anderem die Schauspielerin Steffie Spira-Ruschin, die Journalistin Lenka Reinerová, die Gewerkschafterinnen Suzanne Masson und Cläre Quast sowie Dora Schaul. Mit deren Verlegung endete aber nicht die Inhaftierung politischer Gefangener in der Petite Roquette. 1941 waren hier 356 Frauen aus politischen Gründen untergebracht, 1944, vor der Befreiung von Paris, immer noch 134. 

„Die meisten dieser Gefangenen waren zwischen 17 und 35 Jahre alt und arbeiteten vor ihrer Deportation in der Industrie oder im Dienstleistungssektor. Eine kleine Anzahl jüdischer Frauen wurde ebenfalls in La Petite Roquette interniert, blieb dort aber in der Regel nur kurz, bevor sie in ein anderes Internierungslager, wie z. B. Drancy, deportiert wurden; mindestens eine Gruppe jüdischer Gefangener wurde direkt von La Petite Roquette aus deportiert.“

Unter Berufung auf Yvette Sémard, die 1942 als politische Gefangene im Petite Roquette festgehalten wurde, führt Riegel weiter aus, dass zu dieser Zeit zwischen 600 und 700 weitere Gefangene dort interniert waren, neben den politischen Gefangenen auch gewöhnliche Kriminelle, mindestens eine Roma und für kurze Zeit auch eine Handvoll jüdischer Gefangener. Es sei im Gefängnis sehr kalt gewesen, es habe nur wenig zu essen gegeben und die sanitären Anlagen waren mangelhaft. Unter den politischen Gefangenen habe jedoch große Solidarität geherrscht; sie bildeten einen Chor und erstellten eine handgeschriebene Zeitschrift, die an Kontaktpersonen außerhalb des Gefängnisses weitergegeben und verteilt werden konnte.
Nach seiner Schließung wurde das Gefängnis abgerissen und an seiner Stelle der Park Square de la Roquette angelegt. Ein ehemaliges Pförtnerhäuschen des Gefängnisses dient als Eingang.